# Martin Nörl
Martin Nörl (* 12. August 1993 in Landshut) ist ein deutscher Snowboarder. Er startet in der Disziplin Snowboardcross.

## Werdegang
Nörl, der für den DJK-SV Adlkofen startet, nahm im Januar 2009 in Bad Gastein erstmals am Europacup teil und belegte dabei den 47. Platz. Beim Europäischen Olympischen Winter-Jugendfestival 2009 in Szczyrk holte er die Silbermedaille. Sein Debüt im Snowboard-Weltcup hatte er im Januar 2010 in Bad Gastein, das er auf dem 66. Platz beendete. Bei Juniorenweltmeisterschaften kam er 2009 auf den 36. Platz, 2011 auf den fünften Platz, 2012 auf den 13. Rang und 2013 auf den neunten Platz. In der Europacup-Saison 2011/12 erreichte er mit sieben Top-Zehn-Platzierungen, darunter Platz zwei in Kongsberg, den dritten Platz in der Snowboardcross-Gesamtwertung. In der Saison 2014/15 kam er mit dem fünften Platz in Veysonnaz im Weltcup erstmals unter die ersten Zehn und belegte zum Saisonende den zehnten Platz im Snowboardcross-Weltcup. Beim Saisonhöhepunkt, den Weltmeisterschaften 2015 am Kreischberg, gelang ihm der 38. Platz. In der Saison 2016/17 errang er im Europacup mit vier Ergebnissen unter den ersten Zehn, darunter Platz drei und Platz zwei in Colere den achten Platz in der Snowboardcross-Gesamtwertung. Bei den Weltmeisterschaften 2017 in der Sierra Nevada fuhr er auf den 24. Platz. Bei den Olympischen Winterspielen 2018 in Pyeongchang wurde er Achter im Snowboardcross.
In der Saison 2018/19 holte Nörl in Cervinia seinen ersten Weltcupsieg und errang dort zudem den dritten Platz. Zum Saisonende erreichte er damit den dritten Platz im Snowboardcross-Weltcup. Bei den Snowboard-Weltmeisterschaften 2019 in Park City fuhr er auf den 28. Platz. Bei den Snowboard-Weltmeisterschaften belegte er im Februar 2021 in Idre (Schweden) als bester Deutscher den fünften Rang im Snowboardcross. In der Saison 2021/22 gewann er mit drei Siegen den Snowboardcross-Weltcup. Bei den Olympischen Winterspielen 2022 in Peking wurde er Neunter im Einzel und Fünfter im Teamwettbewerb.

## Teilnahmen an Weltmeisterschaften und Olympischen Winterspielen

### Olympische Winterspiele
- 2018 Pyeongchang: 8. Platz Snowboardcross
- 2022 Peking: 5. Platz Snowboardcross Team, 9. Platz Snowboardcross

### Snowboard-Weltmeisterschaften
- 2015 Kreischberg: 38. Platz Snowboardcross
- 2017 Sierra Nevada: 12. Platz Snowboardcross Team, 24. Platz Snowboardcross
- 2019 Park City: 28. Platz Snowboardcross
- 2021 Idre: 5. Platz Snowboardcross
- 2023 Bakuriani: 2. Platz Snowboardcross, 9. Platz Snowboardcross Team
- 2025 Engadin: 7. Platz Snowboardcross Team, 14. Platz Snowboardcross

## Weltcupsiege und Weltcup-Gesamtplatzierungen

### Weltcupsiege
| Nr. | Datum             | Ort               |
| --- | ----------------- | ----------------- |
| 1.  | 21. Dezember 2018 | Cervinia          |
| 2.  | 8. Januar 2022    | Krasnojarsk       |
| 3.  | 9. Januar 2022    | Krasnojarsk       |
| 4.  | 29. Januar 2022   | Cortina d’Ampezzo |
| 5.  | 4. Dezember 2022  | Les Deux Alpes    |
| 6.  | 16. März 2023     | Veysonnaz         |
| 7.  | 26. März 2023     | Mont Sainte-Anne  |

### Weltcup-Gesamtplatzierungen
| Saison  | Platz | Punkte |
| ------- | ----- | ------ |
| 2009/10 | 82.   | 14     |
| 2010/11 | 58.   | 61     |
| 2011/12 | 88.   | 16     |
| 2012/13 | 66.   | 51     |
| 2013/14 | 66.   | 62     |
| 2014/15 | 10.   | 720    |
| 2015/16 | 28.   | 741,4  |
| 2016/17 | 33.   | 457,2  |
| 2017/18 | 12.   | 2421   |
| 2018/19 | 3.    | 1970   |
| 2019/20 | 15.   | 970    |
| 2020/21 | 11.   | 139    |
| 2021/22 | 1.    | 460    |
| 2022/23 | 1.    | 510    |
| 2023/24 | 47.   | 26     |
| 2024/25 | 16.   | 182    |